# Pogostemon kachinensis
Pogostemon kachinensis là một loài thực vật có hoa trong họ Hoa môi. Loài này được (Mukerjee) Panigrahi miêu tả khoa học đầu tiên năm 1984.